# Уммендорф
Уммендорф (нім. Ummendorf) — громада в Німеччині, знаходиться в землі Баден-Вюртемберг. Підпорядковується адміністративному округу Тюбінген. Входить до складу району Біберах.
Площа — 20,66 км2. Населення становить 4401 ос. (станом на 31 грудня 2020).